# Hatı Çırpan

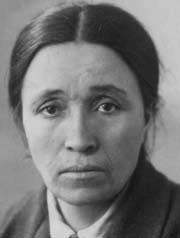
Hatı Çırpan (Parlamentsalbum 1935)

Hatı Çırpan (geboren als Satı Kadın, 1882 in Kazan, Osmanisches Reich; gestorben am 21. März 1956 in Ankara) war eine türkische Politikerin und Bäuerin. Çırpan war 1935 eine der ersten Parlamentarierinnen der Türkei.

## Leben

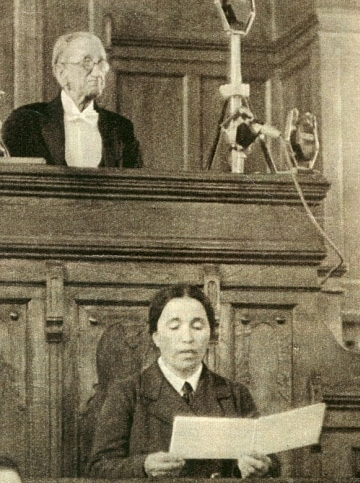
Hatı Çırpan bei einer Rede im Parlament (1935)

Hatı Çırpan wurde 1890 in Kazan geboren. Sie war Bäuerin und kämpfte von 1919 bis 1923 im Türkischen Unabhängigkeitskrieg. Im Jahr 1934 war sie Dorfvorsteherin von Kazan, das damals noch etwa 50 Kilometer von Ankara entfernt war. 
Am 16. Juli 1934 wurde Çırpan Präsident Atatürk vorgestellt. Dieser befand sich auf einer Exkursion und war von ihren Leistungen und ihrer Intelligenz beeindruckt. Çırpan war Mutter von fünf Kindern und ihr Ehemann war während des Krieges im Einsatz gefallen.
Am 5. Dezember 1934 erhielten die türkischen Frauen das aktive und passive Wahlrecht auf Landesebene. Atatürk unterstützte Çırpan beim kommenden Wahlkampf und diese zog nach den Wahlen vom 8. Februar 1935 als Abgeordnete in die Große Nationalversammlung der Türkei ein. Sie war dort eine von 18 Frauen – anfangs waren es 17. Das Parlament hatte damals den höchsten Frauenanteil in Europa. Die Cumhuriyet Halk Partisi war die einzige vertretene Partei.
Hatı Çırpan vertrat den Wahlkreis Ankara in der fünften Wahlperiode. Sie starb am 21. März 1956 in der Stadt Ankara.